# Montenegro op het Eurovisiesongfestival 2017

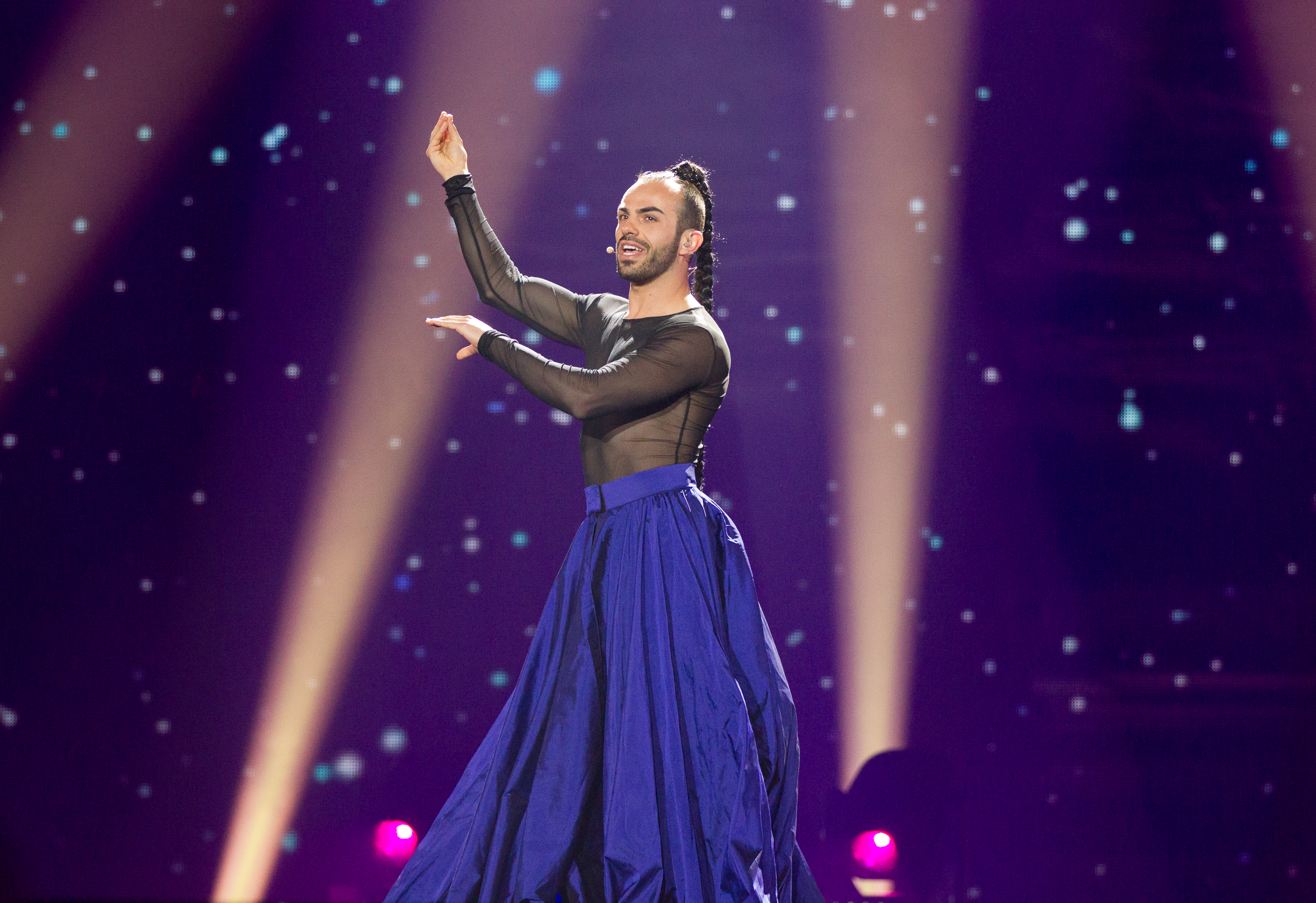
Slavko Kalezić tijdens de eerste halve finale.

Montenegro nam deel aan het Eurovisiesongfestival 2017 in Kiev, Oekraïne. Het was de 9de deelname van het land op het Eurovisiesongfestival. RTCG was verantwoordelijk voor de Montenegrijnse bijdrage voor de editie van 2017.

## Selectieprocedure
Op 29 december 2016 werd Slavko Kalezić via interne selectie gekozen om Montenegro te vertegenwoordigen op het festival. Het nummer waarmee de zanger naar Kiev zal trekken, werd op 10 maart 2017 vrijgegeven. De Montenegrijnse bijdrage kreeg als titel Space.

## In Kiev
Montenegro trad aan in de eerste halve finale, op dinsdag 9 mei 2017. Montenegro eindigde als zestiende en wist zich zo niet te plaatsen voor de finale. Slavko Kalezić ging na afloop van het festival wel met de Barbara Dex Award voor slechtst geklede artiest aan de haal.
2007 · 2008 · 2009 · 2010-2011 · 2012 · 2013 · 2014 · 2015 · 2016 · 2017 · 2018 · 2019 · 2020-2021 · 2022 · 2023-2024 · 2025
Albanië · Armenië · Australië · Azerbeidzjan · België · Bulgarije · Cyprus · Denemarken · Duitsland · Estland · Finland · Frankrijk · Georgië · Griekenland · Hongarije · Ierland · IJsland · Israël · Italië · Kroatië · Letland · Litouwen · Macedonië · Malta · Moldavië · Montenegro · Nederland · Noorwegen · Oekraïne · Oostenrijk · Polen · Portugal · Roemenië · San Marino · Servië · Slovenië · Spanje · Tsjechië · Verenigd Koninkrijk · Wit-Rusland · Zweden · Zwitserland